# Шеврош
Шеврош (фр. Chevroches) насеље је и општина у источном делу централне Француске у региону Бургоња, у департману Нијевр која припада префектури Кламси.
По подацима из 2011. године у општини је живело 133 становника, а густина насељености је износила 41,43 становника/km². Општина се простире на површини од 3,21 km². Налази се на средњој надморској висини од 170 метара (максималној 229 m, а минималној 147 m).

## Демографија
| 1962. | 1968. | 1975. | 1982. | 1990. | 1999. | 2011. |
| ----- | ----- | ----- | ----- | ----- | ----- | ----- |
| 117   | 123   | 110   | 108   | 116   | 139   | 133   |

График промене броја становника у току последњих година